# Salpingotulus michaelis
Salpingotulus michaelis és una espècie de mamífer rosegador de la família dels dipòdids. Viu al Pakistan i, possiblement, l'Afganistan. Es tracta d'un animal nocturn i herbívor. El seu hàbitat natural són els deserts calents. Es desconeix si hi ha cap amenaça significativa per a la supervivència d'aquesta espècie.
Aquest tàxon fou anomenat en honor de Michael Fitzgibbon, un importador d'animals.